# رویریت
رویریت (به آلمانی: Reurieth) یک شهر در آلمان است که در هیلدبورگهاوزن واقع شده‌است. رویریت ۹۵۳ نفر جمعیت دارد.